# 푸위 키르기스어
푸위 키르기스어(Fuyu Kyrgyz) 또는 만주 키르기스어는 중국 헤이룽장성 푸위현에 주로 분포하는 튀르크계 미식별 민족인 푸위 키르기스인이 사용하는 튀르크어족의 언어이다. 이름과는 달리 킵차크어파의 키르기스어와는 차이가 크며, 유구르어나 하카스어 등 아바칸 튀르크어와 가장 가깝다.
푸위 키르기스인은 본래 시베리아의 예니세이 강 유역에 살던 예니세이 키르기스의 일파로, 17세기 준가르에 의해 중가리아(신장 북부)로 이주되었다가 1761년 청나라가 준가르 칸국을 멸망시킨 이후 오이라트계 준가르인들과 함께 만주의 눈강 부근으로 재이주시켜졌다. 이후 이들은 상당수 몽골족과 한족 인구에 동화되었다. 오늘날 푸위 키르기스인의 인구는 푸위현을 중심으로 약 1천 명 전후 살고 있는 것으로 추정되나 푸위 키르기스어는 중국 정부에 의해 키르기스족으로 분류된 소수의 사람만이 겨우 말할 줄 아는 정도이다.

## 음운

### 모음
|      | 전설 | 근전설 | 중설 | 근후설 | 후설 |
| ---- | ---- | ------ | ---- | ------ | ---- |
| 근고 |      | ɪ ʏ    |      | ʊ      |      |
| 중   |      |        | ə    |        |      |
| 중저 | œ    |        |      |        | ɔ    |
| 저   | a    |        |      |        |      |

### 자음
|      |        | 양순 | 치 | 치경 | 경구개 | 연구개 | 구개수 |
| ---- | ------ | ---- | -- | ---- | ------ | ------ | ------ |
| 비   | 비     | m    |    | n    |        | ŋ      |        |
| 파열 | 무성음 | p    |    | t    |        | k      | q      |
| 파열 | 유성음 | b    |    | d    |        | ɡ      | ɢ      |
| 파찰 | 무성음 |      |    |      | tʃ     |        |        |
| 파찰 | 유성음 |      |    |      | dʒ     |        |        |
| 치찰 | 무성음 |      |    | s    | ʃ      |        |        |
| 치찰 | 유성음 |      |    | z    | ʒ      |        |        |
| R    | R      |      |    | r    |        |        |        |
| 지속 | 무성음 | ɸ    | θ  |      |        | x      | χ      |
| 지속 | 유성음 | β    | ð  | l    | j      | ɣ      | ʁ      |

## 같이 보기
- 하카스어
- 예니세이 키르기스